# Contea di Clinton (New York)
La contea di Clinton (in inglese Clinton County) è una contea del nord-est dello Stato di New York negli Stati Uniti. Il capoluogo è Plattsburgh.

## Geografia fisica
La contea si trova nell'estremo nord-est dello Stato. Confina a nord con la provincia di Québec del Canada, ad est il lago Champlain fa da confine con le contee di Grand Isle e di Chittenden del Vermont.
Il territorio è montuoso nell'area centro-occidentale e meridionale dove si elevano i monti Adirondack. Nell'area settentrionale scorrono il Great Chazy River, emissario del lago Chazy, e il Little Chazy River, entrambi emissari del lago Champlain. Nell'area meridionale scorrono i fiumi Saranac e Au Sable, quest'ultimo segna parte del confine meridionale, entrambi emissari del lago Champlain.
Sul lago Champlain è posta la città di Plattsburgh che funge da capoluogo di contea.

### Contee e municipalità confinanti
- Municipalità regionale della contea di Le Haut-Saint-Laurent (Québec, Canada) - nord
- Municipalità regionale della contea di Les Jardins-de-Napierville (Québec, Canada) - nord
- Municipalità regionale della contea di Le Haut-Richelieu (Québec, Canada) - nord
- Contea di Grand Isle (Vermont) - est
- Contea di Chittenden (Vermont) - sud-est
- Contea di Essex - sud
- Contea di Franklin - ovest

## Storia
Con l'istituzione delle Province di New York nel 1683, l'area dell'attuale contea faceva parte della contea di Albany. In seguito passò alla contea di Washington. Infine nel 1799 ne venne separata per dar vita alla contea di Clinton. Ricevette il nome in onore di George Clinton, il primo governatore dello Stato di New York. Nel 1802 parte del territorio fu assegnato alla contea di St Lawrence e nel 1808 ne venne separato il territorio dell'attuale contea di Franklin.

## Comuni
L'unica city è Plattsburgh, il capoluogo di contea.

### Towns
- Altona
- Au Sable
- Beekmantown
- Black Brook
- Champlain
- Chazy
- Clinton
- Dannemora
- Ellenburg
- Mooers
- Peru
- Plattsburgh
- Saranac
- Schuyler Falls

### CDP
- Au Sable Forks
- Cumberland Head
- Plattsburgh West
- Redford